# Ett svenskt juloratorium
Ett svenskt juloratorium för sopransolo, två körer och kammarorkester är tonsatt av kompositören Fredrik Sixten till texter ur Jesaja, Matteus, Lukas och Johannes evangelium samt koraltexter av författaren Ylva Eggehorn och Olov Hartman Den 20 december 2009 ägde uruppförandet rum i Göteborgs domkyrka och spelades in av SR P2.
I maj 2012 spelades verket in av Sofia Vokalensemble tillsammans med en diskantkör från Stockholms Musikgymnasium och kammarensemblen Capella Nordica. Dirigent var Bengt Ollén, organist Fredrik Sixten och solist Helena Ek. Skivan gavs ut i oktober 2012 på Footprint Records, FRCD069.